# Lobus bicingulatus
Lobus bicingulatus là một loài ruồi trong họ Asilidae. Lobus bicingulatus được Bezzi miêu tả năm 1906. Loài này phân bố ở vùng nhiệt đới châu Phi.